# Красный вихрь
Красный вихрь («Большевики»), — «синтетическая поэма в 2 процессах с прологом и эпилогом». Балет, включающий пение, слово и акробатику композитора В. М. Дешевова, сценарий и постановка балетмейстера Ф. В. Лопухова.

## История создания
Балет создан в сложные послереволюционные годы, когда мастера танца, оставшиеся в России искали новые пути развития жанра. Спектакль был неудачным, он не был принят ни публикой, ни критикой, сам Ф. М. Лопухов позднее отзывался о нём, как о творческой неудаче, однако он оставил яркий след в истории балетного искусства многими смелыми новаторскими решениями, продемонстрировав сложности и проблемы, связанные с реализацией новаций. Балет, исполненный только 3 раза, и никогда после не ставящийся, не забыт, но постоянно фигурирует во всех критических исследованиях, посвященных данному этапу развития балетного искусства.
Музыка балета написана на основе симфонической поэмы «Большевики» («1918 год»). Во время постановки балета Ф. М. Лопухов руководил балетной труппой театра. Он предпринимал разнообразные шаги, стремясь как сохранить классическое балетное наследие, так и найти пути развития балета, отвечающие требованиям новой эпохи. Его деятельность по возобновлению или сохранению спектаклей классического репертуара была в целом успешна. Старые спектакли нравились и новой публике, хотя и раздавались критические голоса, требовавшие покончить с классическим балетом, как пережитком. Ещё накануне революции в хореографическом искусстве шли поиски новых форм, проявлявшиеся как в исканиях Фокина и Горского, так и в экстремальных поисках, типа школы Дункан. После революции появилось особенно много танцевальных трупп, экспериментирующих в области танца, подчас эти эксперименты были весьма серьёзны и увлекали классических танцовщиков. Поэтому балет не мог оставаться в стороне от новаций, как по внешним политическим обстоятельствам, так и по логике своего развития.
Идея спектакля заключалась в представлении борьбы революции и контрреволюции как абстрагированных от сюжета, абстрактных начал. Средствами танца пытались выразить отвлеченные от сюжета идеи.
В прологе спектакля был показан отказ угнетенных народных масс от креста, символизирующего смирение и рождение звезды как символа революции. В первом акте, который как дань новациям назывался процессом, был представлен процесс нарастания революционного подъема. Силы революции изображались кордебалетом театра из 40 человек, за силы контрреволюции танцевали учащиеся хореографического училища во главе с Леонидом Петровым. Силы революции возглавлял дуэт Елизаветы Гердт и Виктора Семёнова. При этом танец Семёнова был резким и решительным, он символизировал большевиков, а танец Гердт более пластичным и уклончивым, она выражала компромиссную, эволюционную линию в развитии социализма. Вариации Гердт и Семёнова должны были выражать борьбу идей в социалистическом движении, но зрителю это представлялось скорее как классическое адажио. Критика упрекала балетмейстера за отказ от хореографических традиций, увлечение в танцах акробатикой и шагистикой. Видимо, он не находил в арсенале классического балета средств для выражения отвлечённых идей.
Второй процесс показывал борьбу сил революции и контрреволюции более предметно. Революционные силы в лице матросов, красноармейцев, рабочих и крестьян боролись со спекулянтами, хулиганами и т. п. Заканчивалось всё смычкой рабочих и крестьян. В гротескном представлении сил контрреволюции были успешные номера, в целом силы контрреволюции смотрелись колоритнее и зрелищнее, чем силы революции.

## Исполнители
- Силы революции — Е. П. Гердт, В. А. Семёнов
- Рабочий-большевик — П. М. Бакланов
- Мать рабочего — А. П. Константинова
- Контрреволюционер Л. С. Петров
- Спекулянтка — Е. Э. Бибер
- Мешочник — А. И. Бочаров
- «шпана» — О. П. Мунгалова, В. К. Иванова, М. X. Франгопуло, М. Н. Евграфова, Г. С. Собинова, Л. С. Петров, В. И. Вайнонен, Л. М. Лавровский, П. А. Гусев, А. В. Лопухов, Н. Р. Кобелев, Е. К. Прокофьев
- Шпик — П. И. Гончаров
- Грабитель — Р. А. Славянинов